# Castillos de España (revista)
Castillos de España es una revista de divulgación publicada por la Asociación Española de Amigos de los Castillos desde 1953.
Su publicación tiene lugar de forma trimestral.